# Elatostema vitiense
Elatostema vitiense là loài thực vật có hoa trong họ Tầm ma. Loài này được (A.Gray ex Wedd.) A.C.Sm. mô tả khoa học đầu tiên năm 1942.